# Jonas Savimbi

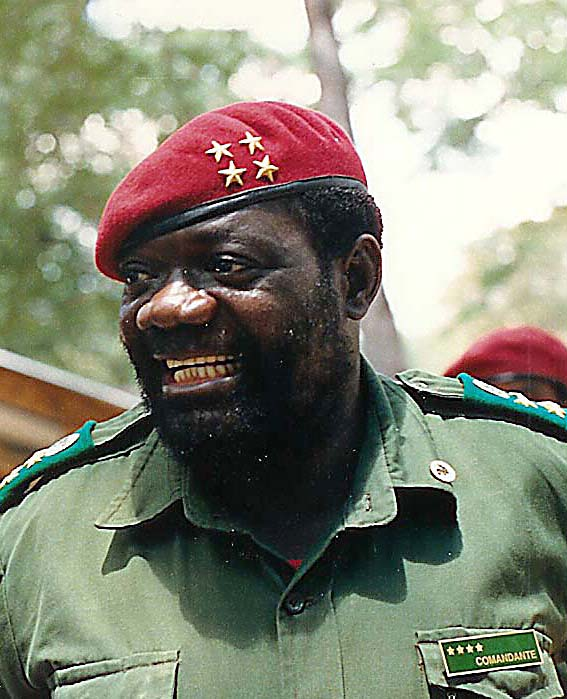
Jonas Malheiro Savimbi

Jonas Malheiro Savimbi (Munhango, 3 augustus 1934 – 22 februari 2002) was de leider van UNITA, de anticommunistische organisatie in Angola die vanaf halverwege de jaren zestig eerst tegen de Portugese koloniale machthebber streed en vervolgens vanaf 1975 tegen de marxistische MPLA-regering, in de Angolese Burgeroorlog. UNITA is de op een na grootste politieke partij van Angola.
Savimbi kwam in 2002 om het leven bij een aanval van het leger op Unita-troepen in het zuidoosten van Angola. Hij was "een raadselachtige man, die vriend en vijand tot wanhoop dreef", schreef de Volkskrant kort na zijn overlijden. Hij had op dat moment weinig politieke vrienden meer, nadat hij in het najaar van 1992 de eerste vrije verkiezingen in Angola had verloren. Hij besloot daarop opnieuw naar de wapens te grijpen en nam het wederom op tegen de regerende en op marxistische leest geschoeide MPLA.
Savimbi werd in 1934 geboren als zoon van de stationschef, langs de belangrijke Benguela-spoorweg dwars door het land naar Zambia. Zijn grootvader was een plaatselijke vorst, die was afgezet door het Portugese koloniale bewind. Hij groeide op in zijn geboorteplaats Munhango in de centrale provincie Bié. Tot zijn woede bemerkte Savimbi dat andere volkeren, onder wie de door de MPLA-gezinde Kimbundu's aan de kust, neerkeken op de bevolkingsgroep waartoe hij behoorde: de Ovimbundu's.
Savimbi zag zichzelf als de gewone jongen uit het binnenland, die zich via missiescholen had opgewerkt en in Portugal medicijnen mocht studeren. Die studie maakte hij nooit af. Hij ging in Lausanne politicologie en rechten studeren. Daar haalde hij naar eigen zeggen de doctorstitel waarmee hij de rest van zijn leven wilde worden aangesproken. Na een flirt met de bevrijdingsbeweging FNLA en een guerrillatraining aan de militaire academie van Nanking in China richtte hij in 1966 zijn eigen bevrijdingsbeweging op.
Savimbi en zijn Unita-rebellen voerden een harde oorlog waarbij burgers werden ontvoerd en dorpen uitgemoord. Het MPLA-leger trad even genadeloos op. Het gevolg was een van de bloedigste oorlogen in Afrika, met naar schatting een half miljoen doden, tienduizenden verminkten door landmijnen en miljoenen vluchtelingen. Savimbi, aanvankelijk beïnvloed door Mao Zedong, kwam min of meer toevallig in het westerse kamp terecht in de Koude Oorlog. Toen Portugal Angola in 1975 onafhankelijkheid verleende, werd de macht overgedragen aan de MPLA, een bondgenoot van de Sovjet-Unie, die de hoofdstad Luanda in handen had. Het machtige leger van het apartheidsregime in Zuid-Afrika zette echter een invasie in tegen de "communistische machtsovername" in Luanda. Unita kreeg zo een bondgenoot.
De Zuid-Afrikaanse aanval werd afgeslagen met hulp van Cubaanse soldaten, maar tot 1990 kon Unita rekenen op de financiële en militaire hulp van Zuid-Afrika. Daarnaast kreeg Savimbi vanaf 1975 geheime steun van de Amerikaanse inlichtingendienst CIA. Toen Unita maart 1976 door bombardementen bijna was vernietigd, begon Savimbi aan wat de geschiedenis zou ingaan als "de lange mars", een barre tocht van vijf maanden door de bush die maar 79 van zijn manschappen overleefden. Met die mars vestigde hij zijn reputatie als moedige, meedogenloze leider.
In de jaren tachtig werd de Amerikaanse steun aan Unita openlijk. President Ronald Reagan ontving Savimbi in 1986 op het Witte Huis en noemde hem een "vrijheidsstrijder" tegen het communisme. De Verenigde Staten stelden hem in staat om vlak bij de grens met Namibië het Potemkin-dorp Jamba te bouwen waarmee hij op buitenlandse gasten grote indruk maakte: met een jungle-ziekenhuis, scholen, een stadion, verkeerslichten en een vliegveld met Unita-douane.
Het einde van de Koude Oorlog bracht Savimbi niet waarop hij op gehoopt had en dat was de macht. Onder grote internationale druk tekenden Savimbi en de Angolese MPLA-president José Eduardo dos Santos in 1991 een vredesakkoord dat voorzag in verkiezingen, die Unita in de ogen van Savimbi wel moest winnen omdat de MPLA zich door wanbeleid niet alleen op het platteland maar ook in de stad steeds meer gehaat had gemaakt. Maar Savimbi maakte de kapitale fout door in zijn verkiezingstoespraken over "de afrekening" te beginnen. Op het cruciale moment gaf een meerderheid van de bevolking toch de voorkeur aan "de dief" boven "de moordenaar".
Niettemin bleef Unita een geduchte guerrillaorganisatie, die zichzelf bedroop met de lucratieve smokkel van diamanten. Op 20 november 1994 sloot Savimbi opnieuw een vredesakkoord, nadat hij toch weer in het defensief was gedrongen. De Unita-leider zou vicepresident worden. Maar het spelen van de tweede viool paste niet bij de prominente rol die hij zich in de Afrikaanse geschiedenis had toebedacht. Als eind 1998 duidelijk is dat van het vredesakkoord niks terechtkomt, lanceert de regering een "oorlog die voorgoed een einde moet maken aan de oorlog". Dos Santos zette een meedogenloos offensief in, dat Savimbi uiteindelijk het leven kostte.